# مسجد الحيات
مسجد الحيّات مسجد أثري صغير يقع داخل أسوار البلدة القديمة لمدينة القدس، في حارة النصارى. وهو من المساجد العمرية في القدس، المنسوبة إلى الخليفة عمر بن الخطاب. وللمسجد أهمية خاصة، حيث تقع كنيسة القيامة إلى جواره من الجهة الشرقية، كما تحيط به المحلات التجارية. تبلغ أبعاده 4X4 متر. وقد اُطلق عليه هذا الاسم، لاحتواءه على طلسم يبطل سم الحيات التي تلدغ من يصاب بها بالقدس.

## الموقع والتصميم المعماري
يقع المسجد في منتصف حارة النصارى بين الدرج المؤدي إلى كنيسة القيامة والطريق المؤدية إلى الخانقاه الصلاحية. يُحيط به من الشرق كنيسة القيامة ويقع وسط مجموعة من المحال التجارية في الصف الشرقي المقابل للكنيسة. يتميز المسجد بتصميمه المربع البسيط حيث تبلغ مساحته حوالي 16 مترًا مربعًا ويُضاء بالكهرباء دون وجود مئذنة أو مكبرات صوت. تُشرف عليه دائرة الأوقاف الإسلامية ويُستخدم للصلاة من قبل أصحاب المحال التجارية وزبائنهم.
يتميز مسجد الحيّات بتصميمه البسيط والمربع حيث تبلغ أبعاده 4×4 أمتار. بُني من الحجر المحلي ويضم محرابًا صغيرًا في الجدار الجنوبي. لا يحتوي المسجد على مئذنة ويُضاء بالكهرباء دون استخدام مكبرات صوت. يُشرف على المسجد دائرة الأوقاف الإسلامية ويُستخدم للصلاة من قبل أصحاب المحال التجارية وزبائنهم.

## أصل التسمية
تعود تسمية المسجد بـ"الحيات" إلى وجود حجر قربه عليه طلاسم وتقول رواية شعبية إن وضع ملابس المصاب بلدغة الأفعى على هذا الحجر يشفيه. وتشير لافتة تعريفية بالمسجد معلقة على جدرانه إلى رواية أخرى مفادها أن سبب هذه التسمية هو أن حية كانت توجد دوما ملتفّة على أحد أعمدته.

## التاريخ
تشير بعض الروايات إلى أن المسجد تأسس في عام 30 هجرية إلا أنه لا توجد وثائق مؤكدة تثبت ذلك.

### الترميمات والاستخدامات المختلفة
شهد المسجد عدة مراحل من الترميم وإعادة الاستخدام عبر الزمن. في عام 1938م كان المسجد خربًا ومهجورًا مما استدعى ترميمه وافتتاحه للصلاة. وفي عام 1946م استُخدم كمقر لجمعية المكفوفين لتعليم صناعة الكراسي. كما خضع لعمليات ترميم أخرى في السنوات 1958م و1975م و1981م.

### الأهمية الدينية والثقافية
رغم صغر حجمه يحمل مسجد الحيّات أهمية دينية وثقافية كبيرة كونه يُنسب إلى الصحابي الجليل عمر بن الخطاب رضي الله عنه ويُعدّ من المساجد العمرية في القدس. كما يُمثل جزءًا من التراث الإسلامي في المدينة ويعكس التعايش الديني والثقافي في البلدة القديمة.

### التحديات والتهديدات
يواجه المسجد كغيره من المعالم الإسلامية في القدس تحديات تتعلق بالحفاظ عليه في ظل التغيرات العمرانية والضغوط السياسية. تُبذل جهود من قبل دائرة الأوقاف الإسلامية والمجتمع المحلي للحفاظ على هذا المعلم التاريخي وضمان استمرارية دوره الديني والثقافي.